# Histeridomyces europaeus
Histeridomyces europaeus är en svampart som beskrevs av W. Rossi 1980. Histeridomyces europaeus ingår i släktet Histeridomyces och familjen Laboulbeniaceae.   Inga underarter finns listade i Catalogue of Life.